# Јакопо дела Кверча
Јакопо дела Кверча (итал. Jacopo della Quercia) (Сијена, 1374 —  Болоња, 20. октобар 1438) био је један од најоригиналнијих италијанских вајара са почетка XV вијека.
Дела Кверча је потицао из умјетничке породице. Његов отац, Пјеро д’Анђело, био је вајар, а брат Пријамо сликар. Године 1401. учествовао је на конкурсу за декорацију бронзаних врата крстионице фирентинске катедрале. Посао је добио Лоренцо Гиберти.
Његове домишљате скулптуре су утицале на бројне италијанске умјетнике укључујући Франческа ди Ђорђа, Николу дел’Арку и Микеланђела.